# Kościół Narodzenia Najświętszej Maryi Panny w Miękini
Kościół Narodzenia Najświętszej Maryi Panny – rzymskokatolicki kościół parafialny należący do parafii pod tym samym wezwaniem (dekanat Miękinia archidiecezji wrocławskiej).
Jest to świątynia wzmiankowana w 1335 roku. Obecna budowla, oryginalnie gotycka, wzniesiona pod koniec XV wieku, została gruntownie przebudowana po pożarze w 1710 roku. Kościół jest orientowany, murowany, posiada jedną nawę oraz wieżę od strony zachodniej i węższe, trójbocznie zakończone prezbiterium, zwieńczone bogato rozczłonkowanym ujętym w wolutowe spływy szczytem wschodnim. Wnętrze nakryte jest sklepieniami kolebkowymi i lunetami. We wnętrzu można zobaczyć, pochodzące z XVIII wieku, wyposażenie w stylu barokowym.